# Рокамадур
Рокамаду́р (фр. Rocamadour, окс. Ròc Amador) — коммуна на юго-западе Франции, в департаменте Ло административного региона Окситания. Маленький средневековый городок и его святилища пользуется высокой популярностью во Франции среди туристов и паломников.
Коммуна находится в центре известнякового плато Верхний Керси исторической провинции Керси прямо на отвесной скале, на 150 метров возвышаясь над долиной реки Альзу, русло которой зажато здесь обрывистыми склонами. Рокамадур входит в число мест культового почитания Девы Марии (фр. Ville mariale) и уже в XII веке он стал признанным местом паломничества, которое посетили множество христиан (фр. roumieux), именитых или безвестных (в числе знаменитых паломников были английский король Генрих II, Симон де Монфор, Бланка Кастильская с юным Людовиком IX, святые Доминик и Бернар), приходившие сюда поклониться чёрной мадонне и гробнице святого Амадура.
Являясь так называемым «оплотом веры», Рокамадур также считается одним из важнейших и самых популярных туристических центров во Франции, который ежегодно посещают около 1,5 миллиона туристов; по этому показателю Рокамадур уступает острову Мон-Сен-Мишель, крепости Каркасон, Эйфелевой башне и Версалю.
Средневековый городок Рокамадур с искривлёнными улочками сохранил несколько укреплённых ворот (porte Salmon, porte Cabilière, porte de l’hôpital, porte du figuier). Величественная лестница, по которой паломники прежде взбирались становясь на колени (в наше время такое случается реже), ведёт от площади к святилищам — базилике Сен-Совёр (фр. basilique Saint-Sauveur), крипте святого Амадура (классифицирована как объект Всемирного наследия ЮНЕСКО), часовням Sainte-Anne, Saint-Blaise, Saint-Jean-Baptiste, Notre-Dame (где находится статуя чёрной мадонны) и Saint-Michel. Над этим комплексом возвышается дворец епископов Тюля.
Дорога крестного пути начинается у замка и проходит до креста крестоносцев, возле которого устроен павильон.
Жизнь поселения, расположенного ниже комплекса религиозных построек и часовен, во все времена зависела от потока паломников и туристической торговли. Рокамадур дал своё имя одноимённому сыру, который вырабатывается из козьего молока и в 1996 году был удостоен национального сертификата AOC.

## Происхождение названия
По мнению историков название Рокамадур (Rocamadour) является средневековой формой исходного названия Rocamajor. Roca означало укрытие по типу скального навеса, а слово major подчёркивало крупные размеры этого укрытия. Начиная с 1166 года название поселения было христианизировано одновременно с появлением вымысла о святом Амадуре или святом Аматоре. Согласно монографии каноника Эдмона Альба (фр. Edmond Albe), изучавшего историю Керси, в 1473 году это место именовалось la roque de Saint Amadour. А в 1618 году на карте диоцеза Каора появилось название Roquemadour.
В 1166 году были обретены мощи святого Амадура; нетленное тело было выкопано в санктуарии Девы Марии перед входом в чудесную часовню. Останки святого Амадура извлекли из земли и представили паломникам. Мощи были уничтожены в годы религиозных войн во Франции и в наше время существуют только фрагменты кости, выставленные в крипте святого Амадура.
Участок местности, возвышающийся над Рокамадуром имеет название Hospitalet, которое произошло от слова espitalet означавшего маленький приют. Этот приют основан в 1095 году дамой Элен де Кастельно (фр. Hélène de Castelnau).

## География
Рокамадур — небольшое уникальное поселение, расположенное во французском департаменте Ло на севере региона Окситания. От административного центра департамента, города Каора, Рокамадур отделяет 36 километров автодороги. Рокамадур находится на правом обрывистом берегу реки Альзу в непосредственной близости от исторической области Перигор и недалеко от долины реки Дордонь. Город расположен в глубине региональной природной зоны Causses du Quercy (известняковое плато Керси).

## История

### Доисторическая эпоха
Многочисленные пещеры в Рокамадуре служили убежищем для людей ещё в эпоху палеолита, о чём свидетельствуют наскальные изображения пещеры Мервей. Другая пещера, пещера Линар (фр. grotte de Linars), служила людям жилищем и подземным некрополем в период бронзового века. Найденные там останки помещены в музей Кабрере и в фойе мэрии Рокамадура.
В период железного века сюда пришли племена кадурков. В VIII веке до н. э. они покорили территорию современного департамента Ло благодаря своему железному вооружению. В ходе строительных работ в наше время были обнаружены следы поселения в долине Сальвате возле городка Кузу. Оппидум был устроен на высотах ущелья Альзу, ниже течения реки Турнефей; вероятно он имел отношение к борьбе галлов против римских войск в ходе Галльской войны.

### Возникновение и период расцвета
Три яруса средневекового селения Рокамадур отражают положение трёх сословий той эпохи; рыцарство находилось на вершине, представители духовенства жили на среднем ярусе, а светские труженики занимали нижний ярус возле реки.
В единичных источниках упоминается о строительстве в 1105 году маленькой часовни на скалистом обрыве, который называли «Rupis Amatoris». Этот участок располагался на границе между землями двух бенедиктинских аббатств — Сен-Мартен де Тюль и Сен-Пьер де Марсьяк. В начальный период своей истории Рокамадур находился под властью Тюльского аббатства.
В 1112 году в Рокамадуре обосновался тюльский аббат Эбле из Тюрена. В 1119 году сюда поступило первое пожертвование от графа Ла Марш. В 1148 году возвестили о первом чуде и сюда последовали толпы паломников поклониться Деве Марии, статуя которой датируется XII веком. Тюльский аббат Жеро Эскориал, занимавший этот пост с 1152 по 1188 год, распорядился за счёт пожертвований паломников возвести религиозные постройки (санктуарии). Культовые сооружения Рокамадура строились поэтапно на уступе отвесной скалы на правой стороне реки Альзу. Строительные работы завершились в конце XII века.
К этому времени Рокамадур уже пользовался европейской известностью, как говорит об этом «Книга чудес XII века», написанная неким монахом при санктуарии, и сюда приходило множество паломников. В 1159 году английский король Генрих II, супруг Алиеноры Аквитанской прибыл в Рокамадур чтобы поблагодарить Деву Марию за своё выздоровление.
В 1166 году при похоронах местного жителя было найдено нетленное тело, впоследствии представленное как останки святого Амадура. Так Рокамадур обрёл собственного святого. Насчитывается, по меньшей мере, четыре повествования, имеющие в той или иной степени оттенок легенды, представляющих святого Амадура как персону, приближённую к Иисусу Христу.
В 1211 году Арнольд Амальрик, папский легат на время Альбигойского крестового похода, провёл в Рокамадуре зимние месяцы. Позже, в 1291 году, папа Николай IV даровал три буллы на отпущение грехов сроком на год и сорок дней для посетителей Рокамадура. В конце XIII века наступил расцвет славы Рокамадура и завершились строительные работы. Замок защитили тремя башнями, широким рвом и множеством часовых.

### Период упадка
В 1317 году монахи ушли из Рокамадура и место перешло в управление капитулу каноников, назначавшихся епископом.
В XIV веке Европа перенесла губительное похолодание, массовый голод и серию эпидемий, среди которых была и пандемия чумы «Чёрная смерть».
В 1427 году в Рокамадуре приступили к восстановительным работам, однако не хватало ни денег, ни людей. Огромная скала упала на часовню Нотр-Дам, раздавив её полностью, и в 1479 году она была восстановлена при поддержке епископа Тюля Дени де Бара.
Впоследствии, в ходе религиозных войн во Франции, приход в 1562 году в Рокамадур иконоборцев из числа протестантских наёмников привёл к разрушению религиозных объектов и уничтожению их реликвий. Каноники в своём прошении к папе Пию IV в 1563 году говорили о полном разграблении святыни. Мощи осквернили и уничтожили, в том числе и тело святого Амадура. По рассказам свидетелей, капитан протестантов Жан Бессонье разбил мощи кузнечным молотом приговаривая: «Если не хочешь гореть, я тебя расколю». Капитаны Бессонье и Дюра смогли добыть 20 000 ливров в пользу армии Великого Конде, разграбив все сокровища часовни Нотр-Дам в Рокамадуре, собиравшиеся с начала XII века.
Святилища Рокамадура снова разграбили в годы Французской революции.

### Реконструкция в XIX веке
К началу XIX века святилища Рокамадура находились в состоянии полного упадка, сквозь ступени лестницы проросли деревья, большая часть торговцев уехала из Рокамадура. Три святилища продолжали действовать (церкви Сен-Совёр и Сен-Амадур, часовня Нотр-Дам), два святилища находились в плачевном состоянии (часовни Saint Michel и Saint Blaise), и два других были разрушены (часовни Sainte Anne и Saint Jean-Baptiste). Кровля церкви Сен-Совёр нуждалась в полной замене, её южная стена наклонилась на 30 сантиметров под тяжестью перегруженных сводов. В 1831 году французский литератор и археолог Жак-Антуан Дельпон писал: «Судя по всему, этой молельне осталось жить недолго».
В тот период во Франции появилась политическая воля к сохранению своего исторического наследия. 13 апреля 1830 года префект департамента Ло написал письмо министру внутренних дел с просьбой о безотлагательной помощи. К этому письму была приложена смета в объёме 8500 франков, составленная ещё в 1822 году аббатом Кайо. Это прошение осталось без ответа. Был сформирован список исторических памятников департамента Ло, и часовня Рокамадура была в нём на первых местах, однако их поддержку не финансировало ни государство, ни муниципалитет Рокамадура.
В начале 1855 года епископу Каора Жан-Жаку Барду пришла идея организовать крупную лотерею для сбора средств на восстановление. Министерство внутренних дел обязало организаторов предварительно составить смету и разработать план работ. Архитектор департамента выполнил эти документы и оценил примерный объём расходов в 318 820 франков. Выпустили три тиража лотереи; в декабре 1856 года, а также в июне и декабре 1857 года. Организаторы выпустили 600 000 лотерейных билетов стоимостью 1 франк, однако собрать удалось только 84 624 франков, что составило четверть от требуемой суммы.
Епископ Барду поручил руководить работами аббату Жану-Батисту Шевалю, архитектору и археологу епархии Монтобана, и работы начались в 1858 году. В условиях отсутствия государственного финансирования и чтобы избежать дополнительных расходов, епископ отказался от контроля за проводимыми работами со стороны национальной «Инспекции исторических памятников»; возмущение инспекции смог уладить префект департамента Ло.
Строительные работы охватили замок и всю средневековую часть Рокамадура. По мере продвижения строительных работ аббату Шевалю пришлось решить множество неординарных задач:
- сильный уклон местности (60 градусов) и затруднённый доступ потребовали монтировать один подъёмный кран и два рельсовых пути для перемещения в обоих направлениях на наклонной плоскости;
- наём рабочих в условиях конкуренции с застройщиком железной дороги;
- трудности с обслуживанием машин и подвоз продовольствия из Тулузы;
- труднейшие переговоры с землевладельцами и лавочниками о продаже земельных участков;
- травмы соседних жителей и рабочих; аббат Шеваль сам получил травму при обрушении строительных лесов в августе 1872 года, который стоил жизни одному из его работников;
- исчерпание доходов от ещё одного тиража лотереи в сентябре 1861 года; необходимые средства поступили от магазина Марии (продажа религиозных предметов), из церковной кружки, а также пожертвований;
- неустойчивость грунта в расселине севернее церкви (в наше время там дорога Крестного пути). В 1865 году аббат Шеваль сообщил властям о больших трещинах наверху расселины севернее церкви. Инженер Бийяр изучил проблему и установил, что нарушился отвод воды из муниципального фонтана, что привело к размыву глинистой почвы внизу. Муниципалитет игнорировал это предупреждение, и 03 февраля 1865 года случился оползень, уничтоживший сарай и погреб трактирщика Лафона с снёс небольшую железную дорогу и ограду стройки. Был подан судебный иск против муниципалитета и службы приёма паломников. 03 марта 1868 года, несмотря на технические доводы, суд признал виновным духовенство, обязав выплатить компенсацию пострадавшему трактирщику и построить подпорную стену.

В конце лета 1872 года восстановительные работы в Рокамадуре были завершены.

## Паломничество в Рокамадуре
Центром притяжения паломников в Рокамадуре является часовня Нотр-Дам (фр. Chapelle Notre-Dame) (после реставрации XIX века восстановившая свой облик 1479 года), где хранится деревянная статуя чёрной мадонны. Небольшая община бенедиктинцев по-прежнему пользуется маленькой часовней Сен-Мишель (фр. Chapelle Saint-Michel) XII века, расположенной чуть выше и в стороне. Под ней расположено так называемое плато Сен-Мишель, терраса для сбора паломников, откуда виден фрагмент воткнутого в расселину скалы меча, по легенде это знаменитый Дюрандаль. Стены в интерьере базилики Сен-Совёр (фр. Basilique Saint-Sauveur) покрыты росписями и памятными надписями, свидетельствующими о паломничестве именитых персон. Ниже базилики Сен-Совёр под землёй находится крипта святого Амадура (1166 год), где находятся останки святого. На вершине скалы расположен замок, построенный в средние века для защиты святилищ Рокамадура.
Финальное испытание для паломника в Рокамадуре состояло в том, чтобы стоя на коленях преодолеть 216 ступеней главной лестницы, ведущей в церковную часть городка (где находится семь церквей и двенадцать других построек, которых не коснулись реставрационные работы XIX века). Преодолевшие это восхождение паломники попадают внутрь санктуариев, где они могут оставить различные жертвования в качестве вотивных предметов. Самыми известными предметами остаются оковы освободившихся заключённых, макеты кораблей от моряков, спасшихся в штормах, и, конечно, мраморные дощечки с надписями, прикреплённые к стене часовни в XIX и XX веках.
Символическим знаком отличия паломника, побывавшего в святилищах Рокамадура, является овальный медальон под названием sportelle, который используется ещё с 1172 года.
Своей популярностью Рокамадур обязан в большей степени не мощам святого Амадура, а чудесам чёрной мадонны, чей колокольчик чудесным образом возвещал своим позвякиванием о случившемся спасении моряков на море. Исследование этого предположения в среде мореплавателей принесло широкое признание статуе Девы Марии в Рокамадуре, которую почитают также и в других часовнях, к примеру, в самом западном департаменте Франции Финистере или в канадской провинции Квебек.
Католическая церковь также способствовала привлечению паломников в Рокамадур благодаря предоставлению полной индульгенции тем паломникам, которые получили в Рокамадуре таинства покаяния и причастия. Самыми знаменитыми являются большие отпущения грехов (фр. grand pardon), которые проводятся в те года, когда праздник Тела и Крови Христовых совпадает с днём Рождества Иоанна Крестителя (24 июня). В дни больших отпущений, когда даруется отпущение всех грехов, в Рокамадуре собирается около 30 000 человек.
В прошлом очень часто церковные суды, а иногда и гражданские суды, накладывали обязательство совершить паломничество в Рокамадур. Такое паломничество было частью епитимьи, накладываемой на еретиков альбигойцев, которые были известны своим неприятием Девы Марии. Однако не всегда паломничество в Рокамадур преследовало религиозную цель. Владетельные сеньоры, консулы городов предпочитали заключать соглашения или скреплять подписями хартии, находясь под покровительством Девы Марии.
В скале у санктуария Рокамадура можно увидеть воткнутый меч; согласно легенде, это Дюрандаль, меч Роланда, который перенёс сюда архангел Михаил.

## Достопримечательности
- Комплекс религиозных построек[12], классифицированный в 2000 году как национальный исторический памятник[13].
- Приходская церковь с настенной картиной, изображающей сюжет «Трое мёртвых и трое живых» — трёх молодых дворян на кладбище окликнули три покойника, напомнив о мимолётности жизни и важности спасения души;
- Пещера Мервей с доисторическими наскальными изображениями;
- Пещера Линар — убежище периода бронзового века;
- Зоопарк с обезьяньим лесом и орлиной скалой;
- Музей «Дом пчёл»;
- Выход подземной реки Уис;
- 9 церквей;
- Панорамные виды с высоты скального обрыва;
- Каньон реки Альзу;
- Приют Hospitalet — развалины древнего приюта (1095 год), часовня;
- Соколиная охота.

## Упоминание в литературе
В посвящении к своей поэме «Одиночество» (Solitude) английская писательница Вита Сэквилл-Уэст назвала Рокамадур источником своего вдохновения.
Рокамадур в XX веке вдохновил аргентино-французского писателя Хулио Кортасара, жившего во Франции некоторое время и писавшего на испанском о жизни иммигрантов, иностранцев и туристов. В экспериментальном романе «Игра в классики» у героини Мага есть младенец по имени Рокамадур.
В романе французского писателя Мишеля Уэльбека «Покорность» главный герой проводит в Рокамадуре несколько недель, уделяя особое внимание созерцанию Черной Мадонны.

## Городская жизнь
В Рокамадуре имеется почтовое отделение и множество торговых точек.

## Гастрономия
Козий сыр небольшого размера носит название Рокамадур. Этот сыр, начиная с 1996 года, удостоен сертификата AOC, а с 1999 года — общеевропейского аналога такого сертификата подлинности, AOP.